# Psidium guineense
Psidium guineense là một loài thực vật có hoa trong Họ Đào kim nương. Loài này được Sw. miêu tả khoa học đầu tiên năm 1788.

## Hình ảnh

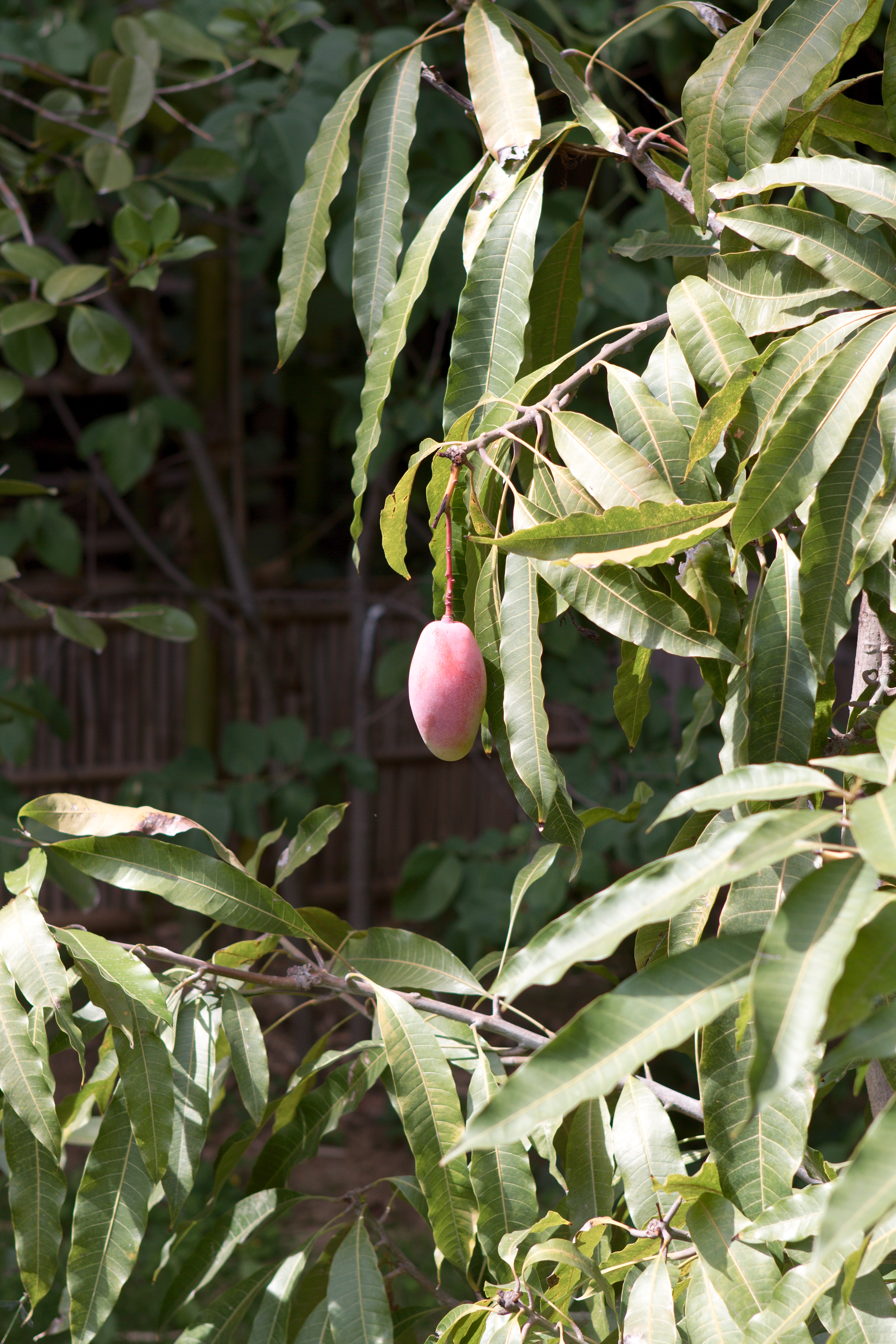
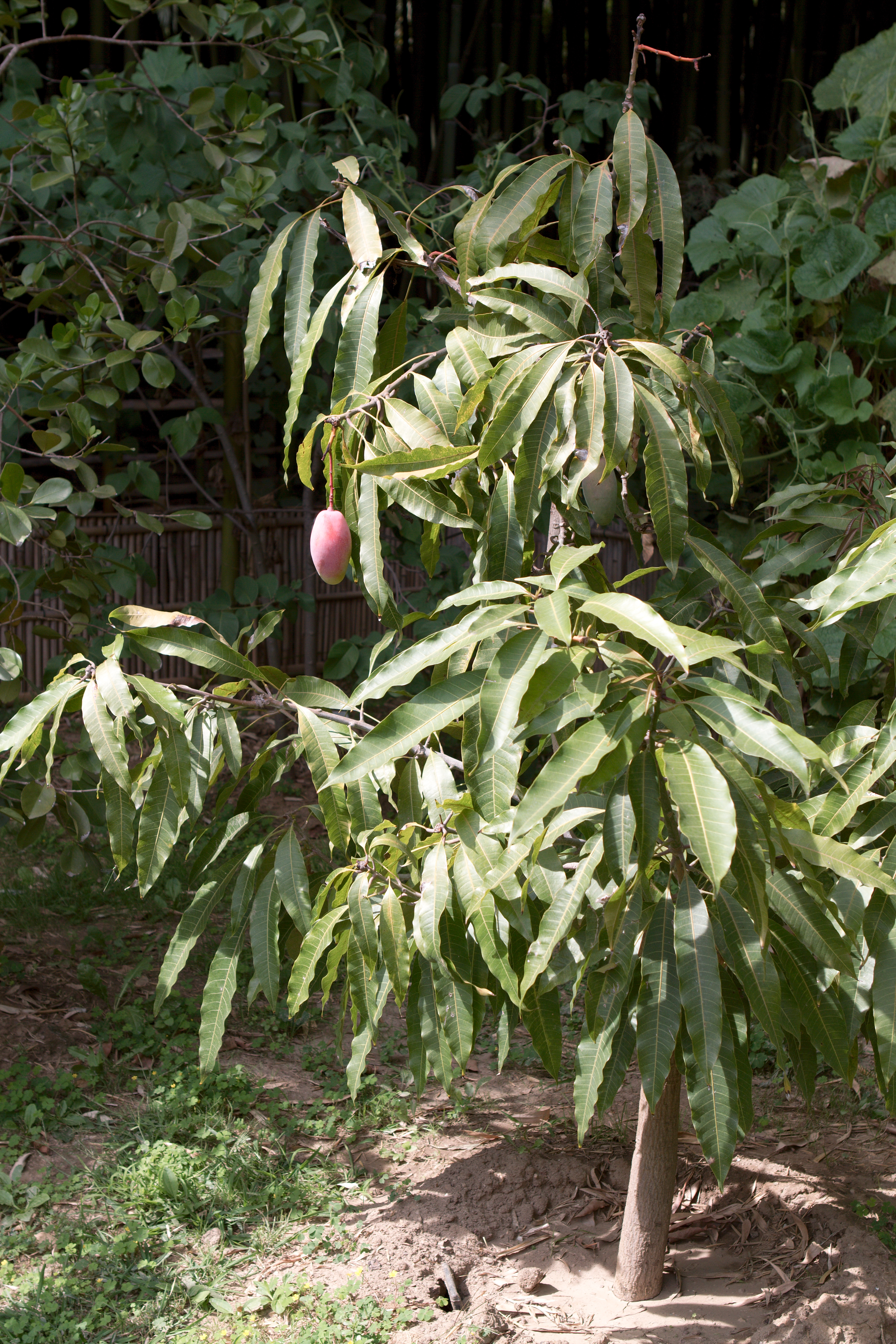
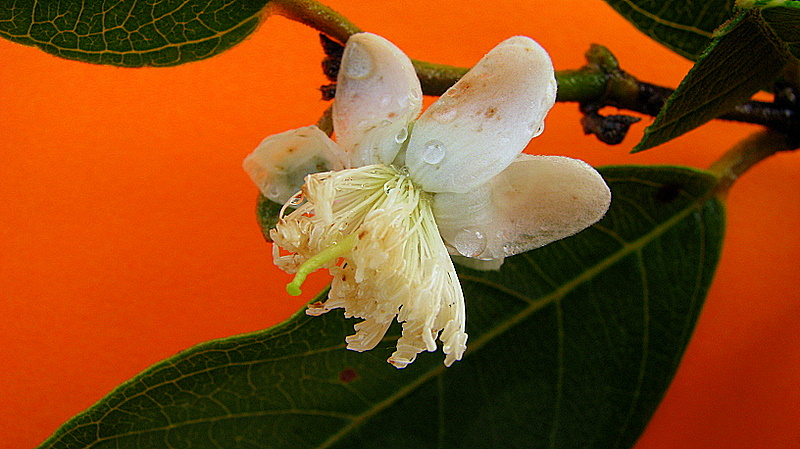